# Tamaulipas
¨
Tamaulipas är en av Mexikos delstater och är belägen i den nordöstra delen av landet, gränsande till bland annat Texas, USA i norr och Mexikanska golfen i öster. Den har 3 116 054 invånare (2007) på en yta av 79 384 km². Administrativ huvudort är Ciudad Victoria. Den största staden är Reynosa, medan man hittar det största storstadsområdet runt städerna Tampico och Ciudad Madero i det södra gränslandet mot delstaten Veracruz. Andra stora städer är Matamoros och Nuevo Laredo.